# Andi Langenhan
Andi Langenhan, né le 1er octobre 1984 à Suhl, est un lugeur allemand. Il a notamment remporté la médaille de bronze aux championnats du monde de luge 2008.

## Palmarès

### Championnats du monde
- médaille d'argent en sprint en 2016.
- médaille d'argent en individuelle en 2013.
- médaille de bronze en individuelle en 2008.
- médaille de bronze en individuelle en 2011.

### Coupe du monde
- 1 petit globe de cristal en individuel : 
  - Vainqueur du classement sprint en 2015.
- 28 podiums individuels : 
  - en simple : 7 victoires, 9 deuxièmes places et 10 troisièmes places.
  - en sprint : 1 deuxième place et 1 troisième place.
- 5 podiums en relais : 4 victoires, 1 deuxième places

#### Détails des victoires en Coupe du monde
| Édition   | Piste                           | Total |
| 2008-2009 | Igls                            | 1     |
| 2009-2010 | Oberhof                         | 1     |
| 2011-2012 | Calgary Saint-Moritz Paramonovo | 3     |
| 2012-2013 | Königssee Sotchi                | 2     |

### Championnats d'Europe
- Médaille d'or en individuel en 2012.
- Médaille d'argent en individuel en 2013.
- Médaille d'argent par équipes en 2012.